# 지구녹색당
지구녹색당(地球綠色黨, 영어: Global Greens)은 전 세계 녹색당들의 협회 조직이다. 2001년 캔버라 회의에서 창립되었으며, 그 회의에서 공동 헌장인 지구녹색당 헌장을 채택했다. 2차 회의는 2008년 상파울루에서 열렸다. 지구녹색당의 목표는 국제 네트워크로서 녹색정치가 전 세계적으로 실현되도록 지원하는 것이다.

## 조직
지구녹색당은 지구녹색당 조율위원회(GGC)와 지구녹색당 네트워크(GGN), 지구녹색당 총회 등의 조직을 두고 있다. 조율위원회는 아프리카, 아메리카, 아시아 태평양, 유럽 등 지역별로 선출된 13인으로 구성되며 총회를 조직하고, 회원정당을 대표해서 정치적 입장을 담은 성명을 발표한다. 지구녹색당 네트워크는 회원국 대표들이 참여하는 기구로 전 세계 녹색정당과 녹색운동의 효율적 소통을 이루기 위한 조직이다. 총회는 전회원이 참여하는 회의로 1차 회의는 2001년 오스트레일리아의 캔버라에서 개최되었고, 2차 회의는 2008년 브라질의 상파울루에서 열렸다. 3차 회의는 2012년 세네갈의 다카르에서 열렸다.

## 지구녹색당 헌장
지구녹색당 헌장은 2001년 캔버라에서 열린 회의에서 채택되었으며, 서론과 6대 원칙, 10대 행동 강령으로 구성되어 있다. 6대 원칙은 다음과 같다.
- 생태적 지혜
- 사회적 정의
- 참여 민주주의
- 비폭력
- 지속가능성
- 다양성의 존중

## 소속 정당
지구녹색당에는 아프리카 지역 26개, 미주 지역 13개, 아시아 태평양 지역 11개, 유럽 지역 35개등 85개 정당이 정회원으로 16개 정당이 옵서버로 참여하고 있다.

## 같이 보기
- 생물 다양성
- 기후변화
- 보전운동
- 직접 민주제
- 지구과학
- 생태학
- 생태계
- 환경 운동
- 풀뿌리 민주주의
- 자연 환경
- 자연
- 자연보전
- 참여 민주주의
- 지속 가능성